# 激闘 (1942年の映画)
『激闘』（げきとう、Son of Fury: The Story of Benjamin Blake）は、1942年のアメリカ合衆国の映画。出演はタイロン・パワー、ジーン・ティアニーなど。

## キャスト
※括弧内は日本語吹替（テレビ版）
- ベンジャミン・ブレイク：タイロン・パワー（伊武雅之）
- イブ：ジーン・ティアニー（芝田清子）
- サー・アーサー・ブレイク：ジョージ・サンダース（小林修）
- イザベル：フランシス・ファーマー
- 少年時代のベンジャミン・ブレイク：ロディ・マクドウォール
- ブリストル・イザベル：エルザ・ランチェスター
- ヘレナ・ブレイク：ケイ・ジョンソン
- ケイレブ・グリーン：ジョン・キャラダイン（千葉順二）
- エイモス・キダー：ハリー・ダヴェンポート
- プラット：ダドリー・ディッグス

## スタッフ
- 監督：ジョン・クロムウェル
- 製作：ウィリアム・パールバーグ、ダリル・F・ザナック
- 脚本：フィリップ・ダン
- 撮影：アーサー・C・ミラー
- 編集：ウォルター・トンプソン
- 音楽：アルフレッド・ニューマン
- 原作：エディソン・マーシャル